# Pipistrellus westralis
Pipistrellus westralis é uma espécie de morcego da família Vespertilionidae. Endêmica da Austrália.